# ハリー・ポッターとアズカバンの囚人
『ハリー・ポッターとアズカバンの囚人』（ハリー・ポッターとアズカバンのしゅうじん、原題: Harry Potter and the Prisoner of Azkaban）は、J・K・ローリングが1999年に発表した、小説『ハリー・ポッター』シリーズの第3巻である。2004年に映画化されている。
ホグワーツ魔法魔術学校の3年生となったハリー・ポッターが、魔法牢獄アズカバンから脱走した囚人の騒動を通じて、両親の死にまつわる真相を知らされる1年間を描く。

## あらすじ
夏休み、ダーズリー家に意地悪な親戚のマージョリー・ダーズリー（マージ）がやって来る。ホグワーツ魔法魔術学校から帰省していたハリーは、マージの嫌がらせに耐え切れなくなり、マージに魔法を使ってダーズリー家を飛び出す。その直後、ハリーは暗闇の中に大きな黒い犬を目撃する。
どこにも行くあてのないハリーは、偶然現れた「夜の騎士バス」に乗り込み、ダイアゴン横丁へ向かう。そしてパブ「漏れ鍋」に到着したハリーの前に、魔法大臣コーネリウス・ファッジが姿を現す。未成年の魔法使いは、休暇中の魔法の使用を禁じられているため、退学を覚悟したハリーだったが、ファッジはその件には触れず、新学期が始まるまで「漏れ鍋」に泊まること、外出はダイアゴン横丁のみにすることをハリーに約束させる。
夏休み最終日、ハリーはロンをはじめとしたウィーズリー一家やハーマイオニー・グレンジャーと再会する。その夜、「漏れ鍋」でウィーズリー夫妻の会話を聞いたハリーは、アズカバンを脱獄したシリウス・ブラックが、自分の命を狙っていることを知る。シリウスはヴォルデモートの部下で、ハリーの両親を裏切ってその居場所を主君に教え、ふたりを死に追いやったとされる人物である。
新学期が始まり、「闇の魔術に対する防衛術」教授にリーマス・ルーピン、「魔法生物飼育学」教授にルビウス・ハグリッドが就任する。ハグリッドは誇り高いヒッポグリフのバックビークに触れさせる授業を行なうが、ドラコ・マルフォイがバックビークを侮辱して傷を負わされる。一方、ルーピンの授業は生徒のあいだで人気となる。またハリーは新しく「占い学」を受講するが、授業を担当するシビル・トレローニーに不吉な予言をたびたびされ、辟易する。
クィディッチのシーカーとして3シーズン目を迎えたハリーは、今年度で卒業するキャプテン、オリバー・ウッドのために今年こそ優勝すると誓う。しかし初戦の対ハッフルパフ戦で、ハリーは吸魂鬼（ディメンター）の影響で箒（ほうき）から落ち、愛用していたニンバス2000も壊れる。そこでハリーは吸魂鬼と戦うため、ルーピンから「守護霊の呪文」を教わる。のちに謎の人物からハリーに贈られた最高級のクィディッチ用箒、ファイアボルトの力もあり、グリフィンドールは残る2試合に勝利し、優勝を果たす。
生徒たちは3年生になるとホグズミード村へ行くことが許されるが、保護者にあたるダーズリー夫妻から許可証をもらいそこねたハリーは村へ行けなかった。そこへロンの兄であるフレッドとジョージが現れ、ハリーに「忍びの地図」を贈る。この地図はホグワーツ城の詳細な地図で、村へ通じる秘密の抜け道も記されていた。
「忍びの地図」を利用して村を訪れたハリーは、ロンやハーマイオニーとともにパブ「三本の箒」へ入る。そこで、シリウスと自分の父ジェームズが親友であること、シリウスがハリーの名付け親であること、そしてシリウスが両親を裏切って死に追いやったという話を聞き、怒りを抱く。その後、ふたたび村へ外出したハリーは、セブルス・スネイプに無断外出を疑われて詰問されるが、ルーピンの助けもあって処罰を免れる。しかし「忍びの地図」はルーピンに没収される。
一方、バックビークがドラコを傷つけた一件に関する裁判が行なわれ、バックビークの処刑が決定される。刑執行の直前、ハリー、ロン、ハーマイオニーの3人はひそかにハグリッドの小屋を訪ねるが、そこにはハーマイオニーの飼い猫クルックシャンクスに食べられたと思われていた、ロンの飼いネズミであるスキャバーズがいた。
3人はハグリッドと一緒にいようとするが、ハグリッドはそれを拒み、処刑人たちが来るまえに3人を小屋から出す。3人はスキャバーズを連れて城へ帰ろうとするが、そこに突然黒い犬が現れ、スキャバーズとロンが連れ去られる。ハリーとハーマイオニーはロンを追い、叫びの屋敷に到着するが、そこで黒い犬の正体がシリウスであることを知る。
ハリーたちはシリウスと乱闘になるが、「忍びの地図」を見て3人を追って来たルーピンの登場により中断される。この後、ルーピンやシリウスの話を聞かされたハリーたちは、ハリーの両親の居場所をヴォルデモートに教えた裏切り者はシリウスではなくピーター・ペティグリューであること、そしてスキャバーズはペティグリューが変身した姿であり、シリウスに殺されたことにして今まで生き長らえてきたことを知る。
このあと、ペティグリューを真犯人として魔法省に引き渡そうということになるが、この日が満月だったため、狼人間であったルーピンが狼に変身し、その混乱に乗じてペティグリューは逃亡する。シリウスは犬に変身してルーピンを抑え込もうとするが、今度は無数の吸魂鬼が現れ、襲いかかる。ハリーは「守護霊の呪文」を使うが歯が立たず、倒れる。しかし力尽きる直前、別の方向から動物が現れて一度にたくさんの吸魂鬼を追い払う。ハリーはその動物を迎える人影を見て父だと思うが、直後に気を失ったため真相は分からなくなる。
ハリーとハーマイオニーが目を覚ましたとき、シリウスは監禁され、死刑より酷い「吸魂鬼の接吻」を施される危機にあった。校長のアルバス・ダンブルドアからその事実を聞かされたふたりは、逆転時計を使って時間を遡り、まずバックビークを救出し、そしてシリウスをバックビークに乗せて逃亡させる。その過程でハリーは、シリウスたちに襲いかかった吸魂鬼に守護霊を出して追い払う。ハリーが見た「父親のような人影」とはハリー自身だった。
ペティグリューを逃がしたためシリウスの無実を証明できず、加えてルーピンも狼人間であることをスネイプに暴露されて辞職し、暗い気持ちのハリーだったが、ホグワーツ特急でシリウスからの手紙を受け取り、ファイアボルトを贈ったのはシリウスであることを知る。そしてペットがいなくなったロンには、シリウスから新たなふくろうが贈られる。

## 出版と評判

### 発売までの経緯
『ハリー・ポッターとアズカバンの囚人』は、「ハリー・ポッター」シリーズの第3作である。第1作の『ハリー・ポッターと賢者の石』は1997年6月26日にブルームズベリー社から出版され、第2作の『ハリー・ポッターと秘密の部屋』は1998年7月2日に出版された。ローリングは『秘密の部屋』を書き終えた翌日に『アズカバンの囚人』を書き始めた。
ローリングがこの本で気に入っている点は、リーマス・ルーピンを登場させたことである、さらにローリングは2004年に『アズカバンの囚人』について次のように述べている。「私がこれまでに経験した中で最高の執筆活動でした。（中略）3作目を書いたときは、私はとても快適でした。当面の経済的な心配は終わっていましたし、マスコミの注目もまだ高くはありませんでした。」。

### 批評家の評価
グレゴリー・マグワイアはニューヨーク・タイムズに『アズカバンの囚人』の批評を書いた。その中で彼は「これまでのところ、話の筋に関しては目新しいことは何もしていないが、見事に成功している。（中略）これまでのところ、とても良い」と述べている。ニューヨーク・タイムズの批評欄では、「『アズカバンの囚人』はこれまでで最高の『ハリー・ポッター』作品かもしれない」と言われている。KidsReadsの批評者は、「この歯切れよく進むファンタジーは、J.K.ローリングが執筆中の4冊の続編への期待を膨らませてくれるだろう。ハリーの3年目は魅力的だ。お見逃しなく。」と述べている。カーカス・レビューは星付きの批評をつけていないが、「ハラハラさせられるヤマ場（中略）主人公たちと物語の続きがとてもスマートに描かれているので（中略）この本はページ数よりも短く感じられる。ファンの方は予定を空けてほしい。そうでないなら邪魔をしないでほしい」と述べている。またMartha V. Parravanoも『ホーン・ブック・マガジン』で「なかなかの良書」と好意的な評価をしている。さらに、パブリッシャーズ・ウィークリーの批評では、「ローリングの才覚は決して衰えない。魔法の世界の仕組みを構築する際も（中略）ちょっとしたジョークを飛ばす際にも（中略）。ポッターの魔法は健在だ。」と書かれている。
しかし、ホイットブレッド賞の『アズカバンの囚人』に対する審査員の一人であったアンソニー・ホールデンは、登場人物が「すべて両極端」であり、また「話の筋はありきたり、サスペンスはわずか、すべてのページが感傷的すぎる」と述べ、この本に否定的だった。

### 受賞歴
『ハリー・ポッターとアズカバンの囚人』は、1999年ブックリスト・エディターズ・チョイス賞、1999年ブラム・ストーカー賞（Best Work for Young Readers）、1999年FCBG児童書賞、1999年ホイットブレッド賞（児童書部門）、2000年ローカス賞（ファンタジイ長編部門）など、数々の賞を受賞した。また、2000年ヒューゴー賞 長編小説部門にもノミネート（シリーズ初）されたが、『最果ての銀河船団』に敗れた。さらに『アズカバンの囚人』は、2004年Indian Paintbrush Book Awardと2004年Colorado Blue Spruce Young Adult Book Awardを受賞した。その上、2000年にはアメリカ図書館協会の注目すべき児童書、およびヤングアダルト向けのベストブックの一つに選ばれている。シリーズの前2作と同様に、『アズカバンの囚人』は、9～11歳の子どもを対象としたネスレ・スマーティーズ賞の金賞を受賞し、ニューヨーク・タイムズのベストセラーリストのトップになった。どちらもシリーズの中で最後のものとなった。ただし後者については、2000年7月に『ハリー・ポッターと炎のゴブレット』が発売される直前に、元のリストに空きを作るために児童書部門が作られた。2003年、この小説はBBCの調査「ザ・ビッグ・リード」で24位に選ばれた。

### 販売
『アズカバンの囚人』は、発行後3日間でイギリス国内で68,000部以上を売り上げ、当時最も早く売れたイギリスの書籍となった。ガーディアンによると、2012年までの累計販売部数は3,377,906部と言われている。

## 改版
『ハリー・ポッターとアズカバンの囚人』は、イギリスでは1999年7月8日に、アメリカでは9月8日にハードカバー版で発売された。イギリスのペーパーバック版は2000年4月1日に、アメリカのペーパーバック版は2001年10月1日に発売された。
さらにブルームズベリー社は、2004年7月10日にペーパーバックで、また2004年10月にハードカバーで、最初のものとは異なる表紙デザインで成人版を発売した。1999年7月8日には、緑色の縁取りと署名の入ったハードカバーの特装版（Special Edition）が発売された。2004年5月、ブルームズベリー社は青色と紫色の縁取りをした記念版（Celebratory Edition）を発売した。2010年11月1日には、クレア・メリンスキーがイラストを担当した10周年記念署名版（Signature edition）、2013年7月にはアンドリュー・デビッドソンがイラストを担当した新しい表紙の成人版が発売され、これらの版はいずれもWebb & Webb Design Limitedがデザインを担当した。
2013年8月27日から、スカラスティック社は米国版「ハリー・ポッター」のシリーズ15周年を記念して、新しい表紙のペーパーバック版を発売した。表紙は、作家でありイラストレーターでもあるカズ・キブイシがデザインした。

## ゲーム
あらすじがほとんど同じ内容で、同タイトルのゲームが2004年より発売されており、Windows、ゲームボーイアドバンス、ニンテンドー ゲームキューブ、PlayStation 2でそれぞれリリース。メーカーはエレクトロニック・アーツ。8cm光ディスクを扱う機種では世界が3Dで再現されている。
ほかに、劇場用映画を題材にしたトレーディングカードが作成されている。
- 日本語版キャスト（声の出演）
  - ハリー・ポッター - 山口勝平
  - ロン・ウィーズリー - 藤原堅一
  - ハーマイオニー・グレンジャー - 氷上恭子
  - アルバス・ダンブルドア校長 - 大木民夫
  - ミネルバ・マクゴナガル先生 - 弥永和子
  - セブルス・スネイプ先生 - 茶風林
  - リーマス・ルーピン先生 - 田中秀幸
  - フィリウス・フリットウィック先生 - 緒方賢一
  - ルビウス・ハグリッド - 玄田哲章
  - ドラコ・マルフォイ - 木内レイコ
  - パーバディー・パチル - 有川まと
  - ピーター・ペティグリュー - 中博史
  - シリウス・ブラック - 中田和宏
  - ピーブズ - 辻親八
  - ナレーション - 青野武
  - その他 - 古田信幸、河原木志穂、私市淳、小松里歌、野島健児、古宮吾一、山本泰輔